# 降世神通：最後的氣宗 (第二季)
美國動畫劇集《降世神通：最後的氣宗》第二季的標題取作《第二卷：土》（英語：Book Two: Earth）。本劇由麥可·但丁·迪馬蒂諾和布萊恩·科尼祖克開創，並由尼克動畫工作室製作。本劇由扎克·泰勒·艾森、梅·惠特曼、傑克·德塞納、傑西·弗勞爾、丹特·巴斯克、迪·布拉德利·貝克、岩松信（其最後一次聲演愛和亦在本季）與格蕾·德萊勒聲演主要角色。
本季講述安和他的朋友凱塔拉和蘇卡正尋找一位運土神通，期間結識了北方達芙。當他們發現關於烈火國發動戰爭的重要信息後，阿霸卻遭他人擄走。他們來到大地之國的京城霸新塞，發現一個龐大的內政陰謀。同時朱克和愛和因被判為烈火國的叛國賊而逃離其祖國，並在大地之國流浪。而雙方正被朱克的天才妹妹亞蘇拉公主追捕。
第二季於2006年3月17日在尼克兒童頻道首播，於2006年12月1日完結，共20集。本季播出後廣受好評，被評為「延續地很傑出」。本劇獲得多個獎項，包含第34屆安妮獎的電視節目最佳動畫角色獎和第59屆黃金時段艾美獎的動畫節目最佳個人成就獎。
派拉蒙家庭娛樂於2007年1月23日至9月11日期間共發行四輯DVD套裝，每輯各收錄五集，之後發行本季的完整版DVD套裝。

## 集數
| 總集數 | 集數 （季） | 標題                                     | 導演               | 編劇 | 動畫製作 | 首播日期       | 製作 代碼 |
| ------ | ----------- | ---------------------------------------- | ------------------ | --- | -------- | -------------- | --------- |
| 21     | 1           | 神通王顯靈狀態 The Avatar State          | 賈恩卡洛·沃普      | 艾倫·埃斯、伊莉莎白·韋爾奇、提姆·赫德里克、約翰·奧布萊恩 | DR電影   | 2006年3月17日  | 201       |
| 22     | 2           | 情人洞 The Cave of Two Lovers            | 勞倫·麥克穆倫      | 約書亞·漢米爾頓 | JM動畫   | 2006年3月24日  | 202       |
| 23     | 3           | 重返奧瑪舒 Return to Omashu              | 伊森·史波丁        | 伊莉莎白·韋爾奇 | DR電影   | 2006年4月7日   | 203       |
| 24     | 4           | 沼澤 The Swamp                           | 賈恩卡洛·沃普      | 提姆·赫德里克 | JM動畫   | 2006年4月14日  | 204       |
| 25     | 5           | 神通王節 Avatar Day                      | 勞倫·麥克穆倫      | 約翰·奧布萊恩 | DR電影   | 2006年4月28日  | 205       |
| 26     | 6           | 盲眼瞎盜 The Blind Bandit                | 伊森·史波丁        | 麥可·但丁·迪馬蒂諾 | JM動畫   | 2006年5月5日   | 206       |
| 27     | 7           | 朱克走單騎 Zuko Alone                    | 勞倫·麥克穆倫      | 伊莉莎白·韋爾奇 | JM動畫   | 2006年5月12日  | 207       |
| 28     | 8           | 追蹤 The Chase                           | 賈恩卡洛·沃普      | 約書亞·漢米爾頓 | DR電影   | 2006年5月26日  | 208       |
| 29     | 9           | 鄒在 Bitter Work                         | 伊森·史波丁        | 艾倫·埃斯 | DR電影   | 2006年6月2日   | 209       |
| 30     | 10          | 萬知堂 The Library                       | 賈恩卡洛·沃普      | 約翰·奧布萊恩 | JM動畫   | 2006年7月14日  | 210       |
| 31     | 11          | 沙漠迷途 The Desert                      | 勞倫·麥克穆倫      | 提姆·赫德里克 | DR電影   | 2006年7月14日  | 211       |
| 32     | 12          | 盤蛇關 The Serpent's Pass                | 伊森·史波丁        | 麥可·但丁·迪馬蒂諾、約書亞·漢米爾頓 | JM動畫   | 2006年9月15日  | 212       |
| 33     | 13          | 巨龍鑽 The Drill                         | 賈恩卡洛·沃普      | 麥可·但丁·迪馬蒂諾、布萊恩·科尼祖克 | DR電影   | 2006年9月15日  | 213       |
| 34     | 14          | 隔閡和秘密之城 City of Walls and Secrets | 勞倫·麥克穆倫      | 提姆·赫德里克 | JM動畫   | 2006年9月22日  | 214       |
| 35     | 15          | 在霸新塞的一天 The Tales of Ba Sing Se   | 伊森·史波丁        | 達芙和凱塔拉支線 約安·艾斯托斯塔、莉莎·華蘭德 愛和支線 安德魯·胡伯納 安支線 蓋瑞·史普克 蘇卡支線 勞倫·麥克穆倫 朱克支線 凱蒂·馬蒂拉 毛毛支線 賈斯汀·瑞奇、賈恩卡洛·沃普 | DR電影   | 2006年9月29日  | 215       |
| 36     | 16          | 阿霸迷途記 Appa's Lost Days              | 賈恩卡洛·沃普      | 伊莉莎白·韋爾奇 | JM動畫   | 2006年10月13日 | 216       |
| 37     | 17          | 勞改湖 Lake Laogai                       | 勞倫·麥克穆倫      | 提姆·赫德里克 | DR電影   | 2006年11月3日  | 217       |
| 38     | 18          | 大地王 The Earth King                    | 伊森·史波丁        | 約翰·奧布萊恩 | JM動畫   | 2006年11月17日 | 218       |
| 39     | 19          | 行者 The Guru                            | 賈恩卡洛·沃普      | 麥可·但丁·迪馬蒂諾、布萊恩·科尼祖克 | DR電影   | 2006年12月1日  | 219       |
| 40     | 20          | 命運的十字路口 The Crossroads of Destiny | 麥可·但丁·迪馬蒂諾 | 艾倫·埃斯 | JM動畫   | 2006年12月1日  | 220       |

## 角色
本季的主要配音員維持不變，第一季中的扎克·泰勒·艾森、梅·惠特曼、傑克·德塞納、迪·布拉德利·貝克以及丹特·巴斯克在本季中亦將原班人馬回歸。
此外本季引入數名新角色，如潔西·弗勞爾聲演的北方達芙、格蕾·德萊勒聲演的亞蘇拉、克莉基特·雷伊聲演的梅、奧莉薇亞·海克聲演的泰麗，以及克蘭西·布朗聲演的龍鳳。
聲演愛和的岩松信在本季殺青後因患上食道癌最終離世，因此愛和的配音在第三季和柯拉傳奇中由葛瑞·鮑德溫接替。

## 迴響
DVDActive.com的加百列·鮑爾斯在評論本季的第2輯DVD套裝發行時，表示本劇是近期最好的兒童節目之一，並將其與《傑克武士》和《正義聯盟》比較，稱讚其深度和幽默。此外，鮑爾斯評論道：
|  | 它沒有讓角色、劇情和幽默變得遜色，也不會過度展現動作和驚悚的要素，《降世神通》成功吸引了4到56歲的小孩和大人⋯⋯這部劇有真正意義上的經典，它用了真正的亞洲文化和傳說作為架構。就像《星際大戰》一樣，這部劇背後所用的創意力已經利用基礎的、跨時代故事來敘述，這樣的敘事方式在本劇最年輕的粉絲變老變弱後依舊存在。 |

對於畫面和聲音的品質，鮑爾斯表示「第二季大部分比第一季還來得好，但還是有一點問題」，後者關於影像的畫質。本季於2008年在爛番茄獲得87%的新鮮度。DVD談論的傑米·S·瑞奇評論道：「以一個平面概念來看，《降世神通：最後的氣宗》沒什麼特別的，但在執行方面上，它比其他的兒童節目更有娛樂性」，以及「以總體而言，《降世神通》的表面都是一樣的」。
本劇也因其視覺上的吸引力而廣受好評。其中在〈盲眼瞎盜〉出演的俞在明在第34屆安妮獎被最佳電視作品的動畫角色獎提名並獲獎，〈巨龍鑽〉的導演賈恩卡洛·沃佩也獲得最佳電視動畫節目執導獎。2007年，本劇憑藉其中一集〈隔閡和秘密之城〉被2007年度艾美獎的最佳動畫節目提名，儘管最終並未獲獎。但本劇在〈勞改湖〉一集中憑藉金相鎮的製作獲得動畫節目最佳個人成就獎。

## 影碟發行
尼克兒童頻道於2007年1月23日起發行第二季的DVD套裝，前面四輯為單碟套裝，每個光碟收錄五集。最後一輯「第二卷完整版套裝」（Complete Book 2 Box Set）共包含收錄本季所有集數的四張光碟，並附贈一張擁有特殊內容的光碟。第二季所有DVD套裝起初僅在區域1發行，意味著其只能在北美的DVD播放器中播放，直至2009年7月20日起才在區域2發行。
| 輯數   | 光碟碟數 | 收錄集數 | 發行日期      | 發行日期      | 發行日期       |
| 輯數   | 光碟碟數 | 收錄集數 | 區域1         | 區域2         | 區域4          |
| ------ | -------- | -------- | ------------- | ------------- | -------------- |
| 1      | 1        | 5        | 2007年1月23日 | 未發行        | 2009年6月4日   |
| 2      | 1        | 5        | 2007年4月10日 | 未發行        | 2009年8月6日   |
| 3      | 1        | 5        | 2007年5月22日 | 未發行        | 2009年10月29日 |
| 4      | 1        | 5        | 2007年8月14日 | 未發行        | 2010年3月31日  |
| 完整版 | 4        | 20       | 2007年9月11日 | 2009年7月20日 | 2010年9月9日   |